# Coppa Città di Stresa 2011
La Coppa Città di Stresa 2011, già Gran Premio Nobili Rubinetterie, quattordicesima edizione della corsa, seconda con questa denominazione, si svolse il 15 luglio 2011 su un percorso di 166,2 km. La vittoria fu appannaggio dell'italiano Elia Viviani, che completò il percorso in 3h37'58", precedendo i connazionali Danilo Napolitano e Bernardo Riccio.
Sul traguardo di Arona 142 ciclisti portarono a termine la competizione.

## Ordine d'arrivo (Top 10)
| Pos. | Corridore           | Squadra        | Tempo    |
| ---- | ------------------- | -------------- | -------- |
| 1    | Elia Viviani        | Liquigas       | 3h37'58" |
| 2    | Danilo Napolitano   | Acqua & Sapone | s.t.     |
| 3    | Bernardo Riccio     | D'Angelo       | s.t.     |
| 4    | Maximiliano Richeze | D'Angelo       | s.t.     |
| 5    | Pierpaolo De Negri  | Farnese Vini   | s.t.     |
| 6    | Takashi Miyazawa    | Farnese Vini   | s.t.     |
| 7    | Jacopo Guarnieri    | Liquigas       | s.t.     |
| 8    | Daniele Colli       | Geox-TMC       | s.t.     |
| 9    | Bartłomiej Matysiak | CCC Polsat     | s.t.     |
| 10   | Stefan Schumacher   | Miche          | s.t.     |